# Station Arlanda Zuid
Station Arlanda Zuid (Zweeds: Arlanda södra station) is een spoorwegstation aan de Arlandabanan onder de luchthaven Stockholm-Arlanda in de gemeente Sigtuna in Zweden. Het station is een van de twee stations op de luchthaven die worden bediend door de Arlanda Express, het andere is Arlanda Noord.

## Geschiedenis
In het begin van de jaren 80 van de 20e eeuw wilden beleidsmakers de luchthaven laten groeien zonder een toename van het wegverkeer. Daarom werden plannen gemaakt voor een spoorlijn tussen het centrum van Stockholm en Arlanda. Het project bestond uit een spoortunnel onder de luchthaven begonnen in de vroege jaren 1980. De toeritten van de tunnel werden ten noorden van de luchthaven bij Odensala en ten zuiden bij Rosersberg aangesloten op de oostkustlijn. De bekostiging werd veiliggesteld door de invoering van het eerste publiek-private partnerschap van Zweden, waarbij een particulier consortium een 40-jarige vergunning zou krijgen om de lijn te exploiteren in ruil voor al het directe verkeer en het recht om gebruiksvergoedingen van andere spoorwegmaatschappijen te innen. Het contract werd in 1994 gegund aan A-Train, die in 1995 met de bouw begon en de lijn met station op 25 november 1999 opende. Hiermee werd Arlanda het eerste vliegveld in Zweden en de vierde in de Scandinavische landen met een luchthavenspoorverbinding, na Trondheim Værnes en Oslo Gardermoen in Noorwegen en Kopenhagen Kastrup in Denemarken. Parallel aan de tunnel voor de Arlanda Express ligt aan de westkant een tunnel voor het doorgaande verkeer met station Arlanda Centraal

## Reizigersdienst
Het station wordt alleen bediend door de Arlanda Express, een speciale luchthavenspoorverbinding tussen Arlanda en het centraal station. Arlanda Noord ligt bij de Terminals 2, 3 en 4 op 38,5 kilometer van Stockholm, die de Arlanda Express in 18 minuten aflegt. Normaal gesproken rijdt de trein vier keer per uur, maar tijdens de spits wordt dit opgevoerd naar zes keer per uur. Een enkeltje kost 299 SEK, maar voor kinderen, studenten, senioren, op speciale reisdagen en voor retourtjes wordt een lager tarief gehanteerd. De Arlanda Express wordt geëxploiteerd met X3 hogesnelheidstreinen door A-Train, een dochteronderneming van Macquarie Group.